# Charaxes fionae
Charaxes fionae е вид пеперуда от семейство Многоцветници (Nymphalidae). Видът не е застрашен от изчезване.

## Разпространение
Разпространен е в Замбия, Малави и Танзания.